# Keshav Dutt
Keshav Chandra Dutt (ook bekend als Keshav Datt) (Lahore, 29 december 1925 – Santoshpur, 7 juli 2021) was een Indiaas hockeyer.
Dutt won met de Indiase ploeg tweemaal de olympische gouden medaille.
Hij overleed op 95-jarige leeftijd.

## Resultaten
- 1948  Olympische Zomerspelen in Londen
- 1952  Olympische Zomerspelen in Helsinki